# Albrecht III. (Weimar-Orlamünde)
Albrecht III. (auch Albert) von Weimar-Orlamünde († 1283 oder 1293), Grafregent von Weimar-Orlamünde (1247–1283/1293), aus dem Geschlecht der Askanier war ein Sohn des Grafen Hermann II. und der Prinzessin Beatrix von Andechs-Meranien, einer Tochter des Herzogs Otto VII. (Meranien).

## Leben
Albrecht war der dritte Sohn seiner Eltern. Als sein Vater starb, war er, wie alle seine Geschwister, unmündig. In den historischen Quellen ist er extrem schwer greifbar. Über sein Leben ist daher kaum etwas bekannt. Er folgte seinem Vater 1247 mit seinen beiden Brüdern Hermann III. und Otto III./Otto IV. Er erhielt wohl einen kleinen Teil der Allode, regierte aber als Graf faktisch nicht. Er starb entweder 1283 oder 1293. Nachkommen sind nicht bekannt.